# Праймер
Праймер — короткий фрагмент нуклеїнової кислоти або пов'язана молекула, що служить початковим пунктом реплікації ДНК. Праймер потрібний через те, що жодна ДНК-полімераза (фермент, який каталізує реплікацію ДНК) не може почати синтез нової молекули ДНК з одноланцюгової матриці, оскільки їй потрібна дволанцюгова ділянка для приєднання до ДНК, а також вони здатні лише приєднувати нуклеотид до вже наявної -ОН групи на 3'-кінці іншого нуклеотиду.

## Реплікація ДНК
У природній реплікації ДНК, як праймери використовуються короткі ланцюжки РНК довжиною близько 12 нуклеотидів, що синтезуються ферментом праймазою. Праймаза може приєднувати як рибонуклеотиди, так і дезоксирибонуклеотиди, але синтезує саме фрагмент РНК, оскільки рибонуклеотидів у ядрі більше. Ці молекули РНК пізніше вилучаються та замінюються на ДНК ДНК-полімеразою.

## Штучні праймери
Багато лабораторних методів біохімії і молекулярної біології, що залучають використання ДНК-полімерази, наприклад секвенування ДНК і полімеразна ланцюгова реакція (ПЛР), вимагають праймерів. Праймери, що використовуються в цих методах, зазвичай короткі, хімічно синтезовані молекули ДНК довжиною 20-30 основ. 
Для ПЛР використовують 2 праймери, які обмежують з двох боків послідовність, що розмножується. Для підвищення специфічності реакції обирають праймери довжиною 20-30 нуклеотидів, із вмістом Г-Ц пар близько 50-60%. Г-Ц пари з'єднані між собою трьома водневими зв'язками, тому вони гарантують кращий і більш вибірковий зв'язок між праймером і матрицею. Для того, щоб послідовність праймерів була унікальна і зв'язувалась тільки з однією матрицею у суміші різних молекул ДНК (наприклад, суміш всіх ДНК людини), існують спеціальні програми, які за допомогою баз послідовностей ДНК підбирають потрібну послідовність нуклеотидів праймеру.
Для клонування послідовностей ДНК часто у послідовності праймерів уводять додаткові нуклеотиди — сайти рестрикції, по яким ріжуть ферменти рестриктази. Після примноження потрібної ділянки ДНК у ПЛР, отримані молекули змішують з ферментом, який розрізає їх, утворюючи на кінцях так звані «липкі кінці». Такі кінці дозволяють легко вставити продукт ПЛР до штучного ДНК-вектора.